# ゲノッセンシャフト
ゲノッセンシャフトとは社会学用語の一つ。これはオットー・フォン・ギールケによって提唱された概念であり、社会において存在する人為的に形成された共同体の概念である。オットー・フォン・ギールケは、ゲルマン民族による原始的な血縁団体が如何にして近代国家にまで発展してきたかを究明し、そこから固有に構成された概念の一つである。ゲノッセンシャフトとされるような団体というのは、自然に発生するということはなく、それぞれの成員の自由な意志の契約によって成立するような団体であり、成員のそれぞれの地位というのは平等な状態である。職人組合や協同組合がゲノッセンシャフトに当てはまる。